# Euscelidia rapax
Euscelidia rapax är en tvåvingeart som beskrevs av John Obadiah Westwood 1850. Euscelidia rapax ingår i släktet Euscelidia och familjen rovflugor.
Artens utbredningsområde är Kongo. Inga underarter finns listade i Catalogue of Life.